# گری ژول
گری ژول (انگلیسی: Gary Jules؛ زادهٔ ۱۹ مارس ۱۹۶۹) یک موسیقی‌دان اهل ایالات متحده آمریکا است.